# Восточное Майо-Кеби
Восточное Майо-Кеби (фр. Mayo-Kebbi Est, араб. مايو كيبي الشرقي‎) — регион в Республике Чад. Название своё регион получил по протекающей здесь реке Майо-Кеби. Административный центр — город Бонгор. Площадь — 19 000 км², население — 769 198 человек (2009 год).

## География
Регион Восточное Майо-Кеби находится в юго-западной части Чада. Территориально соответствует северо-восточной и центральной частям бывшей ранее префектуры Майо-Кеби. На северо-востоке граничит с регионом Шари-Багирми, на юго-востоке с регионом Танджиле, на юго-западе с регионом Западное Майо-Кеби. Западной границей региона является государственная граница между Чадом и Камеруном.

## Население
Жители представлены народностями муссей, масса, тупури, марба, кара.

## Административное деление
В административном отношении Восточное Майо-Кеби разделён на 4 департамента: Каббия (включает в себя 3 супрефектуры: Гуну-Гая, Берем и Джодо-Газа), Майо-Леми (включает в себя 3 супрефектуры: Геленгденг, Катоа и Нангигото), Майо-Боней (включает в себя 7 супрефектур: Бонгор, Ким, Койом, Мулку, Нгам, Ригаза и Самга) и Монт д’Илли (включает в себя 5 супрефектур: Фианга, Холлом-Гаме, Кера, Тикем и Йуэ).

## Экономика
Основные занятия местных жителей — сельское хозяйство и рыболовство.

## Населённые пункты
- Джуман